# Liste der Baudenkmäler in Aubing
Auf dieser Seite sind die Baudenkmäler im Münchner Stadtteil Aubing im Stadtbezirk 22 Aubing-Lochhausen-Langwied aufgelistet. Zu diesen Baudenkmälern gibt es auch eine Bildersammlung und ein Fotoalbum mit ausgewählten Bildern.
Diese Liste ist Teil der Liste der Baudenkmäler in München. Grundlage ist die Bayerische Denkmalliste, die auf Basis des bayerischen Denkmalschutzgesetzes vom 1. Oktober 1973 erstmals erstellt wurde und seither durch das Bayerische Landesamt für Denkmalpflege geführt und aktualisiert wird. Die folgenden Angaben ersetzen nicht die rechtsverbindliche Auskunft der Denkmalschutzbehörde.

## Ensembles
- Ortskern Aubing. Am 16. April 1010 erstmals in einer Urkunde König Heinrich II. an das Kloster Polling (Weilheim) namentlich erwähnt, gehört Aubing zu den ältesten und größten Dörfern im Umfeld Münchens. Die an zwei Hauptstraßen, der Alto- und Ubostraße entlang gruppierten, meist giebelständigen, zweigeschossigen Bauernhäuser aus dem 18. und 19. Jahrhundert sind zwar in neuerer Zeit zum Teil in einer dem dörflichen Charakter fremden Weise modernisiert und vereinfacht worden. Dennoch verkörpern sie in Baumasse und räumlicher Anordnung die Grundform des historischen Dorfes. (E-1-62-000-5)

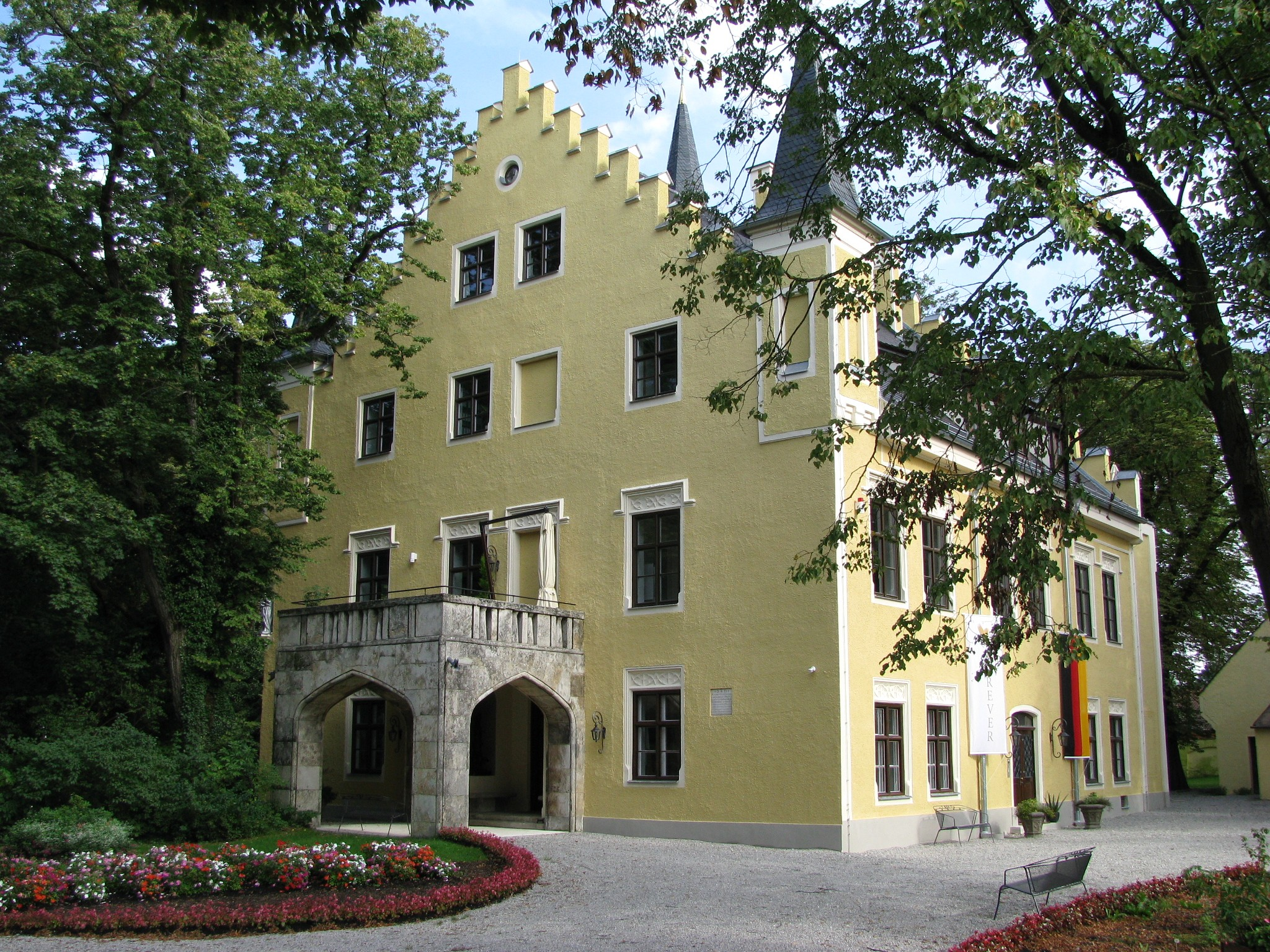
Schloss Freiham

- Gut Freiham; Schloss des 17. Jahrhunderts in neugotischer Erscheinung mit Schlosskapelle des 15. Jahrhunderts und ausgedehnten Wirtschaftsgebäuden, durch Alleen, die in Schlossnähe zu Teilen des Ensembles im engeren Sinn werden, die Landschaft herrschaftlich ordnend. (E-1-62-000-14)
- Die Moosschwaige mit Wohngebäude und Kapelle aus der Mitte des 19. Jahrhunderts ist mit ihren jüngeren Anbauten am Wohngebäude und mit den erneuerten Nebengebäuden eines der letzten anschaulichen Zeugnisse einer ehemals häufigen Wirtschaftsform, für welche die isolierte Lage ebenso charakteristisch ist wie die Anbindung durch eine Allee. (E-1-62-000-73)

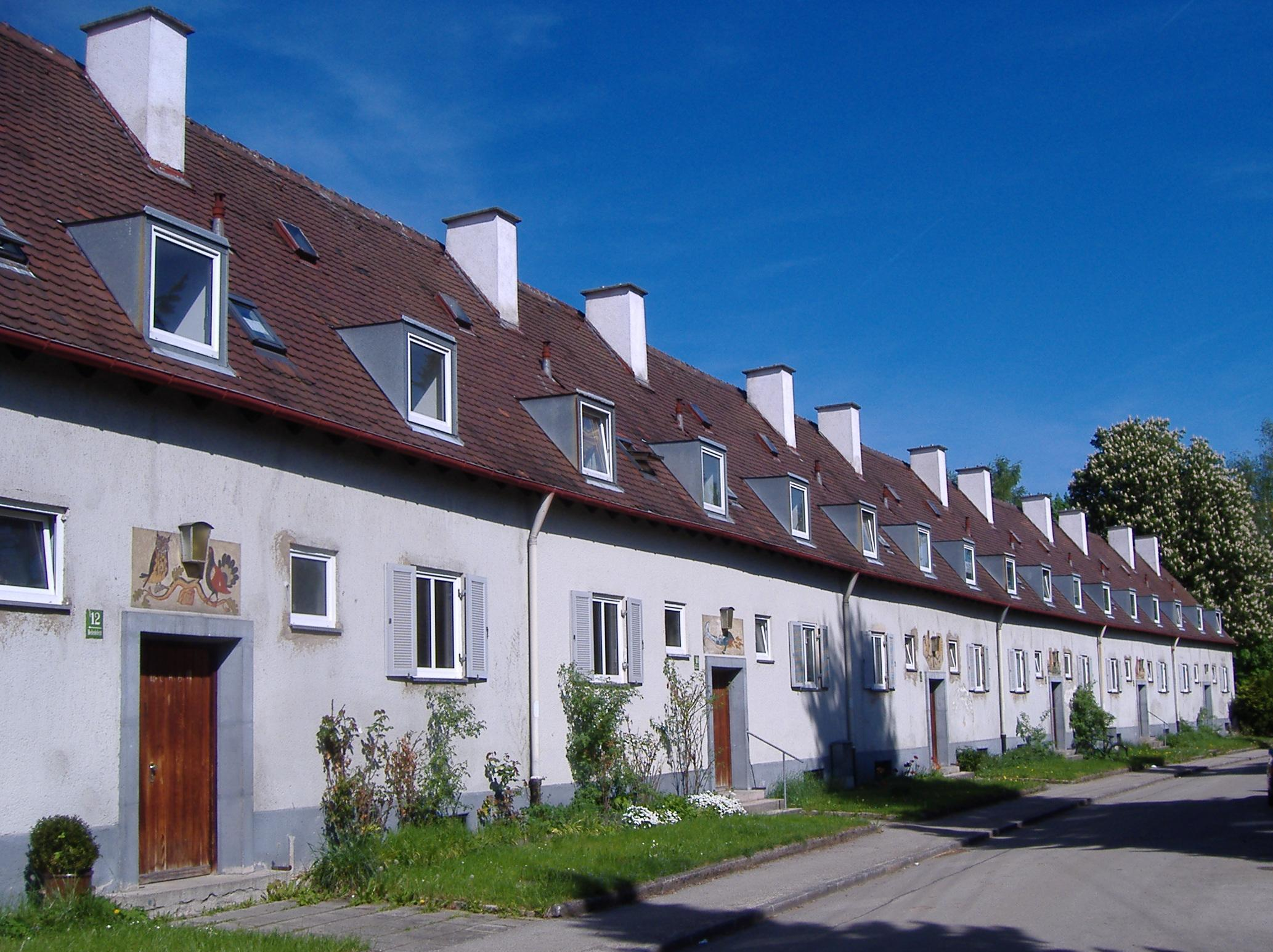
Siedlung am Gößweinsteinplatz

- Siedlung am Gößweinsteinplatz in München-Neuaubing. Die im Wesentlichen in den Jahren 1938/39 von der Heimbau-Bayern für Angehörige der Dornier-Flugzeugwerke errichtete Siedlung führte bis zum Ende des Zweiten Weltkriegs den Namen Ludwig-Siebert-Siedlung, nach dem mit der Machtergreifung der Nationalsozialisten 1933 ins Amt gelangten bayerischen Ministerpräsidenten, der sich maßgeblich für den Siedlungsbau in Bayern während des Dritten Reiches einsetzte. Von der nach Plänen von Franz Ruf gebauten Siedlungsanlage, die sich in geschwungenen Straßenläufen vom Gößweinsteinplatz aus entwickelt, wurde nur der 406 Wohnungen umfassende Südabschnitt verwirklicht, der nördliche Bereich mit 400 Wohnungen kam nicht mehr zur Ausführung. Besonders deutlich lässt sich das siedlungspolitische Konzept am Gößweinsteinplatz fassen, wo sich Elemente des Dorfplatzes mit der Funktion als Aufmarschplatz vermischen. An drei Seiten ist der Platz von einem zweigeschossigen Hufeisenbau eingefasst, in dem Läden und ein Gasthaus untergebracht sind, die vierte Platzflanke schließt eine ebenfalls zweigeschossige Zeile von Wohnbauten. Eine Kirche im Ortszentrum fehlt; stattdessen findet sich dort ein in knappen romanisierenden Formen errichteter Uhrenturm mit Zeltdach. Eine bewusste Knappheit kennzeichnet auch die Architektur der Wohnbebauung, die mit acht Haustypen vom Einfamilienhaus bis zur zweigeschossigen Zeile unterschiedlichen Nutzungsansprüchen gerecht wird, wie dies zuvor schon in der Ramersdorfer Mustersiedlung programmatisch verwirklicht worden war. Die straff ausgespannten Fassaden, die scharf geschnittenen Dächer mit minimalem Dachüberstand bringen die Kubatur der Baukörper zur Geltung, betonen auch bei den längeren Zeilen die Schwingung der Fronten in Anlehnung an die leichten Kurven des Straßenverlaufs. (E-1-62-000-71)
- Ehemaliges Zwangsarbeiterlager Neuaubing. Das ehemalige Zwangsarbeiterlager mit seinen eingeschossigen Satteldachbauten um einen zentralen Hofraum bildet eine zusammenhängende städtebauliche Gruppe von einer besonderen historischen Bedeutung. Es entstand 1942/43 westlich der so genannten Ludwig-Siebert-Siedlung, die kurz zuvor, 1938/39, für Mitarbeiter der Dornier-Flugzeugwerke errichtet worden war. Es liegt in fußläufige Nähe zum ehemaligen Reichsbahnausbesserungswerk Neuaubing. Die Bezeichnung Wachmannschaftsbaracke im Lageplan und die Einzäunung des Areals verweisen auf die Nutzung als Zwangsarbeiterlager. Die Deutsche Reichsbahn beantragte am 21. November 1942 eine Baugenehmigung für das Barackenlager. Die Gesamtanlage bestand nach der Planung aus elf Baracken, die unterschiedlichen Funktionen dienten. Neben den sechs als Lagerbaracken bezeichneten Schlafunterkünften sind jeweils eine Werkstätten-, Wirtschafts-, Sanitäts-, Bade- und Wasch- sowie Wachmannschaftsbaracke genannt. Möglicherweise wurde die projektierte südwestliche Lagerbaracke nicht ausgeführt. Schon 1946 wurde die westliche Baracke abgetragen, die nordwestliche vor 1952, beide aber sind im Grundriss noch erhalten. Die Baracken 6 und 7 hat man vor 1946 baulich miteinander verbunden. Das Lager diente nach Mai 1945 zunächst Flüchtlingen zur Unterkunft, später der Deutschen Bahn als Wohnraum. Die überlieferte Anlage ordnet sich mit jetzt fünf Baracken um einen zentralen, Ost-West-gerichteten Hof. Südlich davon liegen zwei weitere Baracken. Das Gelände ist über die Ehrenbürgstraße (1942 Lehmannstraße) erschlossen. Alle Barackenbauten sind eingeschossig mit Satteldach. Innerhalb des Hofraumes und am Zugangsbereich befinden sich zwei Kleinbunker aus Betonfertigteilen, die als Schutzräume vermutlich im späteren Verlauf des Zweiten Weltkriegs in den Boden eingelassen wurden. Wie viele der Baracken als Schlafbaracken (Lagerbaracken) genutzt worden sind, lässt sich nicht eindeutig klären. Mindestens drei Baracken waren Schlafstätten, vielleicht auch sechs. Der gebräuchliche Typ der Lagerbaracken ist für jeweils 52 Personen ausgelegt. Es ist wohl ungefähr von einer Gesamtzahl von 300 Schlafplätzen auszugehen. Allerdings ist es nicht unwahrscheinlich, dass das Lager mit einer darüber hinausgehenden Zahl von Personen belegt war. Die Konstruktion besteht aus Ziegelsteinpfeilern, auf denen das Dachtragwerk auflegt. Die Außenwände, weitgehend ohne tragende Funktion, sind aus Leichtbausteinen in großformatigen Platten errichtet. Die Dachkonstruktion ist aus hölzernen Fachwerkträgern zusammengesetzt. Während des Zweiten Weltkriegs wurden Menschen aus den besetzten Gebieten nach Deutschland verschleppt und zur Zwangsarbeit eingesetzt. In nahezu allen Städten und Gemeinden prägten Barackenlager und Ausländerunterkünfte das Straßenbild. Allein im Münchner Stadtgebiet bestanden über 400 Lager. Das Zwangsarbeiterlager in der Ehrenbürgstraße ist die letzte ablesbar erhaltene Anlage dieses Umfangs innerhalb der Stadt und damit einmalig. (E-1-62-000-79)

## Baudenkmäler
| Lage | Objekt | Beschreibung | Akten-Nr.               | Bild |
| --- | --- | --- | ----------------------- | --- |
| Altostraße 23 (Standort)                                                                                  | Kriegerdenkmal | mit Bronzestatue eines Kriegers, bezeichnet 1900; an der Ecke Marzellgasse | D-1-62-000-233          | Kriegerdenkmal |
| Altostraße 28 (Standort)                                                                                  | Ehemaliger Bauernhof | Bauernhaus mit Putzbändern, samt parallelem Nebengebäude, im Kern wohl 1. Hälfte 19. Jahrhundert | D-1-62-000-234          | Ehemaliger Bauernhof |
| Altostraße 33 (Standort)                                                                                  | Bäuerliches Kleinhaus | erdgeschossig, wohl um 1800 | D-1-62-000-235          | Bäuerliches Kleinhaus |
| Altostraße 55 (Standort)                                                                                  | Wegkreuz | bezeichnet 1899; Inschrift: „Erinnerung an das erste heilige Messopfer des Priesters Quirin Zacherl am 16. Juli 1899 in Aubing“ | D-1-62-000-236 Wikidata | Wegkreuz |
| Altostraße 56 (Standort)                                                                                  | Satteldachhaus | mit Stichbogenfenstern, um 1880 | D-1-62-000-237          | Satteldachhaus |
| Am Aubinger Wasserturm 39 (Standort)                                                                      | Wasserwerk Neu-Aubing, Wasserturm                                                                                           | Gruppenbau aus eingeschossigem Mansarddachbau mit Schleppdächern und viereckigem Wasserturm mit Satteldach und vorkragendem Mansardgiebel, in Ziegel- und Betonbauweise, im Reformstil, 1909–10 | D-1-62-000-3959         | weitere Bilder |
| Aubinger Straße 57 (Standort)                                                                             | Wegkreuz | bezeichnet 1858 | D-1-62-000-448          | Wegkreuz |
| Bertha-Kipfmüller-Straße 2/4/6/8/19/21/23/41/44, Papinstraße 3, Ria-Burkei-Straße 5/9/13/25/26 (Standort) | Ausbesserungswerk Neuaubing                                                                                                 | ehemaliges Ausbesserungswerk der Bayer. Staatsbahnen, bzw. der Deutschen Reichsbahn und der Bundesbahn Neuaubing, 1902–06, erweitert 1921–27; davon die folgenden zehn baulichen Anlagen: | D-1-62-000-8342         | weitere Bilder |
| Bertha-Kipfmüller-Straße 2/4/6/8/19/21/23/41/44, Papinstraße 3, Ria-Burkei-Straße 5/9/13/25/26 (Standort) | Westliche Wagenreparaturwerkstatt (Bau 2)                                                                                   | fünfschiffige Halle in Eisenfachwerkkonstruktion mit Blankziegelfassaden, segmentbogigen Zufahrtstoren und gekuppelten Rundbogenfenstern, 1902–06 erbaut | D-1-62-000-8342         | Westliche Wagenreparaturwerkstatt (Bau 2)                                                                                   |
| Bertha-Kipfmüller-Straße 2/4/6/8/19/21/23/41/44, Papinstraße 3, Ria-Burkei-Straße 5/9/13/25/26 (Standort) | Holzbearbeitungswerkstätte (Bau 4)                                                                                          | eingeschossiger Satteldachbau mit Blankziegelfassaden und Rundbogenfenstern in Dreiergruppe, 1902–06 | D-1-62-000-8342         | Holzbearbeitungswerkstätte (Bau 4)                                                                                          |
| Bertha-Kipfmüller-Straße 2/4/6/8/19/21/23/41/44, Papinstraße 3, Ria-Burkei-Straße 5/9/13/25/26 (Standort) | Schlosserei (Bau 5) | zweigeschossiger Satteldachbau mit Blankziegelfassaden und gekuppelten Rundbogenfenstern, 1902–06 | D-1-62-000-8342         | Schlosserei (Bau 5) |
| Bertha-Kipfmüller-Straße 2/4/6/8/19/21/23/41/44, Papinstraße 3, Ria-Burkei-Straße 5/9/13/25/26 (Standort) | Kesselhaus (Bau 7) | eingeschossiger Satteldachbau mit Blankziegelfassaden und Rundbogenfenstern, westlich davon Schornstein, 1902–06, mit technischer Ausstattung | D-1-62-000-8342         | Kesselhaus (Bau 7) |
| Bertha-Kipfmüller-Straße 2/4/6/8/19/21/23/41/44, Papinstraße 3, Ria-Burkei-Straße 5/9/13/25/26 (Standort) | Verwaltung (Bau 10) | zweigeschossiger Walmdachbau mit Dachreiteruhrentürmchen, Blankziegelfassaden mit Lisenengliederung und gekuppelten Rundbogenfenstern, 1902–06 | D-1-62-000-8342         | Verwaltung (Bau 10) |
| Bertha-Kipfmüller-Straße 2/4/6/8/19/21/23/41/44, Papinstraße 3, Ria-Burkei-Straße 5/9/13/25/26 (Standort) | Zufahrtstor im Nordosten | Gusssteinpfosten mit Eisentoren, und Teil der Einfassung in Blankziegel, 1902–06 | D-1-62-000-8342         | Zufahrtstor im Nordosten |
| Bertha-Kipfmüller-Straße 2/4/6/8/19/21/23/41/44, Papinstraße 3, Ria-Burkei-Straße 5/9/13/25/26 (Standort) | Südliche Weichenbauwerkstätte (Bau 11)                                                                                      | eingeschossiger Satteldachbau mit gekuppelten Rundbogenfenstern, 1909, später verputzt | D-1-62-000-8342         | Südliche Weichenbauwerkstätte (Bau 11)                                                                                      |
| Bertha-Kipfmüller-Straße 2/4/6/8/19/21/23/41/44, Papinstraße 3, Ria-Burkei-Straße 5/9/13/25/26 (Standort) | Reparaturwerkstätte von Postkraftfahrzeugen mit Verwaltung, später Nördliche Weichenbauwerkstätte (Bau 12)                  | zweischiffige Halle mit Eisenfachwerkkonstruktion, verputzte Lisenengliederung, im Norden quergestellter Satteldachbau und im Süden Verwaltungsgebäude als dreigeschossiger Mansardwalmdachbau, 1912–14 | D-1-62-000-8342         | Reparaturwerkstätte von Postkraftfahrzeugen mit Verwaltung, später Nördliche Weichenbauwerkstätte (Bau 12)                  |
| Bertha-Kipfmüller-Straße 2/4/6/8/19/21/23/41/44, Papinstraße 3, Ria-Burkei-Straße 5/9/13/25/26 (Standort) | Südliche Wagenreparaturwerkstatt (Bau 3)                                                                                    | achtschiffige Halle in Eisenfachwerkkonstruktion, mit Blankziegelfassaden mit Toren und Fenstern mit geradem Sturz, 1921–26 | D-1-62-000-8342         | Südliche Wagenreparaturwerkstatt (Bau 3)                                                                                    |
| Brunhamstraße 19a (Standort)                                                                              | Ehemalige Wagenhalle der Compagnie Internationale des Wagons-Lits bzw. Internationalen Schlaf- und Speisewagen-Gesellschaft | eingeschossiger Hallenbau mit Oberlichtern und im nördlichen Teil mit basilikal überhöhtem Mittelschiff, in filigraner Eisenbeton-Verbundkonstruktionsbauweise, Schweifgiebelaufsatz an Nordfassade, von Karl Stöhr, bezeichnet 1913 | D-1-62-000-8687         | Ehemalige Wagenhalle der Compagnie Internationale des Wagons-Lits bzw. Internationalen Schlaf- und Speisewagen-Gesellschaft |
| Ehrenbürgstraße 9 (Standort)                                                                              | Baracke 1 | als Wachmannschaftsbaracke geplant, eingeschossiger Satteldachbau, vor Oktober 1942 errichtet, Teil des ehemaligen Zwangsarbeiterlagers | D-1-62-000-9861         | Baracke 1 |
| Ehrenbürgstraße 9 (Standort)                                                                              | Baracke 2 | als Bade- und Waschbaracke geplant, eingeschossiger Satteldachbau, teils unterkellert, kurz vor Oktober 1943 errichtet, Teil des ehemaligen Zwangsarbeiterlagers | D-1-62-000-9862         | Baracke 2 |
| Ehrenbürgstraße 9 (Standort)                                                                              | Baracke 3 | als Lagerbaracke geplant, eingeschossiger Satteldachbau, kurz vor Oktober 1942 errichtet, Teil des ehemaligen Zwangsarbeiterlagers | D-1-62-000-9863         | Baracke 3 |
| Ehrenbürgstraße 9 (Standort)                                                                              | Baracke 4 | als Sanitätsbaracke geplant, eingeschossiger Satteldachbau, kurz vor Oktober 1942 errichtet, Teil des ehemaligen Zwangsarbeiterlagers | D-1-62-000-9864         | Baracke 4 |
| Ehrenbürgstraße 9 (Standort)                                                                              | Baracke 5 | sogenannte Lagerbaracke im ehemaligen Zwangsarbeiterlager, eingeschossiger Satteldachbau in Leichtbauweise, 1942/43 errichtet | D-1-62-000-8343         | Baracke 5 |
| Ehrenbürgstraße 9 (Standort)                                                                              | Baracke 6 | als Wirtschaftsbaracke geplant, eingeschossiger Satteldachbau, vollständig unterkellert, kurz vor Oktober 1942 errichtet, nach Norden mit Zwischenbau zur Baracke 7 vom Juli 1944 bis April 1945 erweitert, Teil des ehemaligen Zwangsarbeiterlagers | D-1-62-000-9865         | Baracke 6 |
| Ehrenbürgstraße 9 (Standort)                                                                              | Baracke 7 | als Lagerbaracke geplant, eingeschossiger Satteldachbau, kurz vor Oktober 1942 errichtet, Teil des ehemaligen Zwangsarbeiterlagers | D-1-62-000-9866         | Baracke 7 |
| Ehrenbürgstraße 9 (Standort)                                                                              | Baracke 8 | als Lagerbaracke geplant, eingeschossiger Satteldachbau, kurz vor Oktober 1942 errichtet, Teil des ehemaligen Zwangsarbeiterlagers | D-1-62-000-9867         | Baracke 8 |
| Ehrenbürgstraße 9 (Standort)                                                                              | Umzäunung des ehemaligen Zwangsarbeiterlagers                                                                               | 1942 | D-1-62-000-9868         | Umzäunung des ehemaligen Zwangsarbeiterlagers                                                                               |
| Ehrenbürgstraße 9 (Standort)                                                                              | Zwei eingegrabene Kleinbunker im ehemaligen Zwangsarbeiterlager                                                             | aus Betonfertigteilen der Firma Leonhard Moll, zwischen 1942 und 1945 aufgestellt | D-1-62-000-8345         | Zwei eingegrabene Kleinbunker im ehemaligen Zwangsarbeiterlager                                                             |
| Freihamer Allee 19 (Standort)                                                                             | Ehemaliger Kuhstall mit Stadel                                                                                              | langgestreckter Satteldachbau über winkelförmigem Grundriss, im Südtrakt dreischiffige Halle mit böhmischen Kappen über Rundpfeilern, im Nordtrakt Holztragwerk mit massiven Außenmauern, wohl Ende 18. Jahrhundert/Anfang 19. Jahrhundert, nach Brand 1913 wiederaufgebaut | D-1-62-000-1869         | Ehemaliger Kuhstall mit Stadel                                                                                              |
| Freihamer Allee 21/23 (Standort)                                                                          | Gasthaus Schlosswirtschaft Freiham                                                                                          | zweigeschossiger Bau des 17./18. Jahrhundert, im 19. Jahrhundert stark verändert; mit Portal | D-1-62-000-1867         | Gasthaus Schlosswirtschaft Freiham                                                                                          |
| Freihamer Allee 22 (Standort)                                                                             | Ehemaliger Pferdestall | wohl 18. Jahrhundert; dreischiffige, auf Pfeilern gewölbte Halle, die böhmischen Kappen mit schlichter Stuckdekoration, Dach verändert | D-1-62-000-1868         | Ehemaliger Pferdestall |
| Freihamer Allee 22 (Standort)                                                                             | Ehemalige Brennerei | Eingeschossiger Satteldachbau mit übergiebeltem Risalit, Lisenengliederung und geohrte Fensterrahmungen in neubarocken Formen, rückwärtiger Anbau mit Flachsatteldach und Kamin, von Ludwig Bayer, 1887 | D-1-62-000-8733         | Ehemalige Brennerei |
| Freihamer Allee 24 (Standort)                                                                             | Katholische Kirche Hl. Kreuz                                                                                                | einschiffiger Bau des 15. Jahrhunderts, im 17./18. Jahrhundert umgebaut; mit Ausstattung; Friedhof um die Kirche, mit Grabsteinen, 17. bis 20. Jahrhundert | D-1-62-000-1865         | weitere Bilder |
| Freihamer Allee 28 (Standort)                                                                             | Ehemalige Schmiede | langgestreckter verputzter Satteldachbau mit Dachüberstand und Aufzugsluke, 1759 (dendro.-dat.), westseitig verlängert, 1789 (dendro.-dat.), mit älterem Kern und Keller, wohl 15./16. Jahrhundert, Um- und Ausbauten bis in die Mitte des 20. Jahrhunderts | D-1-62-000-11428        | BW |
| Freihamer Allee 31 (Standort)                                                                             | Schloss Freiham | im Kern 17. Jahrhundert, 1865 neugotisch umgestaltet, mit zugehörigem Park | D-1-62-000-1866         | weitere Bilder |
| Georg-Böhmer Straße (Standort)                                                                            | Wegkreuz | neugotisch, 19. Jahrhundert; Ecke Germeringer Weg | D-1-62-000-2077         | Wegkreuz |
| Germeringer Weg (bei Nr. 250) (Standort)                                                                  | Wegkapelle | bezeichnet 1847 | D-1-62-000-4614         | Wegkapelle |
| Germeringer Weg 250 (Standort)                                                                            | Vierseitiger Gutshof Schwaige                                                                                               | Wohngebäude zweigeschossiger Mittelpavillon mit eingeschossigen Flügeln, Mitte 19. Jahrhundert | D-1-62-000-4613         | Vierseitiger Gutshof Schwaige                                                                                               |
| Limesstraße 38 (Standort)                                                                                 | Schulhaus | 1906/07 von Adolf Fraas | D-1-62-000-3960         | weitere Bilder |
| Papinstraße 9/11/15–43 (ungerade Nrn.) (Standort)                                                         | Arbeiterwohnhäuser | dreigeschossige Doppelhäuser mit Krüppelwalm, Ziegelstein, um 1905; zugehörig Waschhäuser, gleichzeitig | D-1-62-000-5093         | weitere Bilder |
| Papinstraße 49/51 (Standort)                                                                              | Wohnhäuser | dreigeschossig, Ziegelstein mit Hausteingliederung, um 1905 | D-1-62-000-5094         | weitere Bilder |
| Rupert-Bodner-Straße 3 (Standort)                                                                         | Ehemaliges Aubinger Heizkraftwerk                                                                                           | monumentaler kubischer Sichtziegelbau mit vorkragendem Kranzgesims aus Naturstein, hohe Fenster mit Natursteingewänden, nach Entwurf der Sonderbaubehörde und Reichsbahndirektion München 1940–42 errichtet; zugehörig zum ehemaligen Abstellbahnhof München-Pasing West | D-1-62-000-8068         | weitere Bilder |
| Ubostraße (Standort)                                                                                      | Mariensäule | errichtet 1870, 1934 an die Ecke Ubostraße/Zwicklgasse versetzt; davor Gitterzaun | D-1-62-000-7075         | Mariensäule |
| Ubostraße 6 (Standort)                                                                                    | Katholische Pfarrkirche St. Quirin                                                                                          | im Ortskern von Aubing, spätgotischer Saalbau des 15. Jahrhunderts mit Satteldachturm vom Ende des 13. Jahrhunderts; 1936/37 erweitert; mit Ausstattung; ehemaliger Friedhof mit Umfassungsmauer vom Anfang des 20. Jahrhunderts und Kriegerdenkmal für die Toten des Ersten Weltkriegs | D-1-62-000-7069         | weitere Bilder |
| Ubostraße 21 (Standort)                                                                                   | Bauernhaus | zwei Bildfelder (hl. Sebastian und Florian), wohl 1. Hälfte 19. Jahrhundert | D-1-62-000-7072         | Bauernhaus |
| Ubostraße 23 (Standort)                                                                                   | Ehemaliges Schulhaus | 1893 von Baumeister Johann Hieronymus | D-1-62-000-7073         | Ehemaliges Schulhaus |
| Ubostraße 55/59 (Standort)                                                                                | Wegkreuz | neubarock, um 1920 | D-1-62-000-7074         | Wegkreuz |
| Varnhagenstraße 43 (Standort)                                                                             | Unterwerk Pasing | Ehemaliges Unterwerk Pasing; Hochvolthaus, zweigeschossiger Walmdachbau mit vorgelagertem Flachbau und laubenartigen Öffnungen mit Pfeilergliederung nach Westen, Portal mit Zeusbüste und stilisierten Tierköpfe als Wasserspeier, bezeichnet 1923/24; Niedervolt- und Umformerhaus, zweigeschossiger Walmdachbau über winkelförmigen Grundriss mit seitlich vorgelagerten, eingeschossigen Flachbauten mit gestelzten Rundbögen nach Osten, gleichzeitig; beide in monumental-klassisizierenden Formen gestaltet | D-1-62-000-8759         | Unterwerk Pasing |
| Zwillergasse 1 (Standort)                                                                                 | Ehemaliges Bauernhaus | zweigeschossig, um 1800/1850 | D-1-62-000-7797         | Ehemaliges Bauernhaus |
| Zwillergasse 4 (Standort)                                                                                 | Wegkreuz | um 1900; im Garten | D-1-62-000-7799         | Wegkreuz |

## Ehemalige Baudenkmäler
In diesem Abschnitt sind Objekte aufgeführt, die früher einmal in der Denkmalliste eingetragen waren, jetzt aber nicht mehr. Objekte, die in anderem Zusammenhang – also z. B. als Teil eines Baudenkmals – weiter eingetragen sind, sollen hier nicht aufgeführt werden. Aktennummern in diesem Abschnitt sind ehemalige, jetzt nicht mehr gültige Aktennummern.

| Lage                       | Objekt                | Beschreibung                                                                           | Akten-Nr.       | Bild                  |
| -------------------------- | --------------------- | -------------------------------------------------------------------------------------- | --------------- | --------------------- |
| Altostraße 12 (Standort)   | Ehemaliges Bauernhaus | Wohl erste Hälfte 19. Jahrhundert 1996 aus der Denkmalliste gestrichen                 | D-1-62-000-232  | Ehemaliges Bauernhaus |
| Eichenauer Straße ()       | Wegkreuz              | 19. Jahrhundert                                                                        | D-1-62-000-1443 |                       |
| Schwemmstraße 2 (Standort) | Wegkreuz              | um 1900; im Garten                                                                     |                 | Wegkreuz              |
| Ubostraße 8 (Standort)     | Satteldachhaus        | Spätklassizistisch, zweite Hälfte 19. Jahrhundert 1987 aus der Denkmalliste gestrichen | D-1-62-000-7070 | Satteldachhaus        |
| Ubostraße 10 a (Standort)  | Ehemaliges Bauernhaus | 19. Jahrhundert; 2010 aufgrund der Erneuerungen aus der Denkmalliste gestrichen        | D-1-62-000-7071 | Ehemaliges Bauernhaus |

## Abgegangene Baudenkmäler
In diesem Abschnitt sind Objekte aufgeführt, die früher einmal in der Denkmalliste eingetragen waren, jetzt aber nicht mehr existieren, z. B. weil sie abgebrochen wurden. Aktennummern in diesem Abschnitt sind ehemalige, jetzt nicht mehr gültige Aktennummern.

| Lage                       | Objekt                    | Beschreibung                                                                    | Akten-Nr.       | Bild |
| -------------------------- | ------------------------- | ------------------------------------------------------------------------------- | --------------- | ---- |
| Industriestraße (Standort) | Wegkreuz                  | 19. Jahrhundert; bei Chemischer Fabrik Aubing. (Wegkreuz existiert nicht mehr.) | D-1-62-000-2898 | BW   |
| Zwillergasse 3 (Standort)  | Erdgeschossiges Kleinhaus | 19. Jahrhundert 1993 wegen Abbruch aus der Denkmalliste gestrichen worden       | D-1-62-000-7798 | BW   |